# Saeed Abedini
Saeed Abedini (7 maggio 1980) è un attivista iraniano naturalizzato statunitense, imprigionato in Iran per la sua fede cristiana dal 2012 al 2016.

## Biografia
Nato in Iran, ottiene la cittadinanza USA dopo il matrimonio con Naghmeh Abedini (già cittadina statunitense) da cui ha avuto due figli.
Convertito al Cristianesimo nel 2000, si trasferisce con la moglie in Idaho nel 2005. Nel settembre 2012 torna in Iran per incontrare i famigliari: qui i pasdaran gli sequestrano il passaporto e lo incarcerano nella prigione di Evin, condannato «per avere minacciato la sicurezza nazionale del paese esercitando la sua leadership nei confronti delle comunità cristiane».
Viene rilasciato il 16 gennaio 2016 insieme ad altri 3 detenuti con doppia-cittadinanza, dopo trattative diplomatiche con Washington.
Amnesty International ha condannato l'arresto.
Abedini affermò di essere stato picchiato dalle guardie, insieme ad altri prigionieri. Assistette anche a diverse esecuzioni.
A Fox News disse: "la maggior parte di loro sono sunniti, alcuni di loro sono prigionieri politici, e posso dire che la maggior parte di loro sono lì per la loro fede".
Il 13 novembre 2019 una corte federale USA ha condannato Teheran a risarcire Saeed e sua sorella Zibandeh Abedini di 47 milioni di dollari per le torture ricevute.
Nel 2018 viene arrestato per non aver rispettato un ordine restrittivo verso la moglie.